# 47. Międzynarodowy Festiwal Filmowy w Cannes
47. Międzynarodowy Festiwal Filmowy w Cannes odbył się w dniach 12−23 maja 1994 roku. Imprezę otworzył pokaz amerykańskiego filmu Hudsucker Proxy w reżyserii braci Coen. W konkursie głównym zaprezentowane zostały 23 filmy pochodzące z 14 różnych krajów.
Jury pod przewodnictwem amerykańskiego aktora i reżysera Clinta Eastwooda przyznało nagrodę główną festiwalu, Złotą Palmę, amerykańskiemu filmowi Pulp Fiction w reżyserii Quentina Tarantino. Drugą nagrodę w konkursie głównym, Grand Prix, przyznano ex aequo rosyjskiemu filmowi Spaleni słońcem w reżyserii Nikity Michałkowa oraz chińskiemu filmowi Żyć! w reżyserii Zhanga Yimou.
Galę otwarcia i zamknięcia festiwalu prowadziła francuska aktorka Jeanne Moreau.

## Członkowie jury

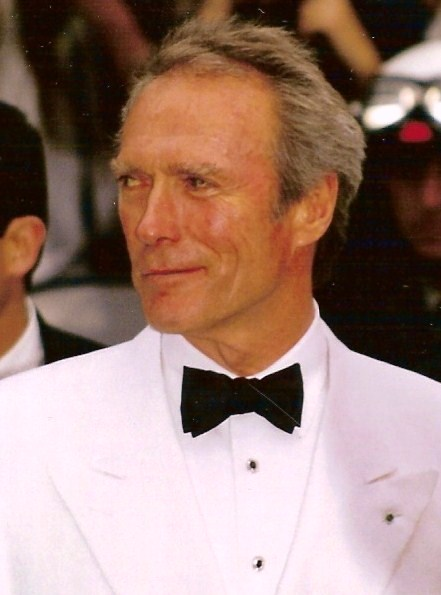
Przewodniczący jury konkursu głównego Clint Eastwood.

### Konkurs główny
- Clint Eastwood, amerykański aktor i reżyser − przewodniczący jury[5]
- Catherine Deneuve, francuska aktorka - wiceprzewodnicząca jury
- Pupi Avati, włoski reżyser
- Guillermo Cabrera Infante, kubański pisarz
- Kazuo Ishiguro, brytyjski pisarz
- Aleksandr Kajdanowski, rosyjski aktor
- Marie-Françoise Leclère, francuska dziennikarka
- Shin Sang-ok, południowokoreański reżyser
- Lalo Schifrin, argentyński kompozytor
- Alain Terzian, francuski producent filmowy

### Złota Kamera – debiuty reżyserskie
- Marthe Keller, szwajcarska aktorka − przewodnicząca jury
- Hans Beerekamp, holenderski krytyk filmowy
- Josée Brossard, organizatorka festiwali filmów dokumentalnych
- Mário Dorminsky, założyciel MFF Fantasporto
- An Cha Flubacher Rhim, południowokoreańska krytyczka filmowa
- François Ode, francuski reżyser teatralny
- Georges Pansu, francuski twórca czołówek filmowych
- Jacques Zimmer, francuski krytyk filmowy

## Selekcja oficjalna

### Otwarcie i zamknięcie festiwalu
|             | Tytuł                | Reżyseria             | Kraj              |
| ----------- | -------------------- | --------------------- | ----------------- |
| Otwierający | Hudsucker Proxy      | Joel i Ethan Coenowie | Stany Zjednoczone |
| Zamykający  | W czym mamy problem? | John Waters           | Stany Zjednoczone |

### Konkurs główny
Następujące filmy zostały wyselekcjonowane do udziału w konkursie głównym o Złotą Palmę:
| Tytuł polski                      | Tytuł oryginalny                        | Reżyseria            | Kraj produkcji    |
| --------------------------------- | --------------------------------------- | -------------------- | ----------------- |
| Barnabo z gór                     | Barnabo delle montagne                  | Mario Brenta         | Włochy            |
| Wersja Browninga                  | The Browning Version                    | Mike Figgis          | Wielka Brytania   |
| Dziwki                            | Le buttane                              | Aurelio Grimaldi     | Włochy            |
| Dziennik intymny                  | Caro diario                             | Nanni Moretti        | Włochy            |
| Konfucjańska konsternacja         | 獨立時代 Du li shi dai                  | Edward Yang          | Tajwan            |
| Niezapomniane lato                | Un été inoubliable                      | Lucian Pintilie      | Rumunia           |
| Klub „Exotica”                    | Exotica                                 | Atom Egoyan          | Kanada            |
| Śmiertelne zmęczenie              | Grosse fatigue                          | Michel Blanc         | Francja           |
| Hudsucker Proxy                   | The Hudsucker Proxy                     | Joel Coen            | Stany Zjednoczone |
| Żyć!                              | 活著 Huo zhe                            | Zhang Yimou          | Chiny             |
| Skrzypek                          | Le joueur de violon                     | Charles Van Damme    | Belgia            |
| Kurka Riaba                       | Курочка Ряба Kuroczka Riaba             | Andriej Konczałowski | Rosja             |
| Pani Parker i krąg jej przyjaciół | Mrs. Parker and the Vicious Circle      | Alan Rudolph         | Stany Zjednoczone |
| Ludzie z ryżu                     | អ្នកស្រែ Neak sre                          | Rithy Panh           | Kambodża          |
| Patrioci                          | Les patriotes                           | Éric Rochant         | Francja           |
| Pulp Fiction                      | Pulp Fiction                            | Quentin Tarantino    | Stany Zjednoczone |
| Czysta formalność                 | Una pura formalità                      | Giuseppe Tornatore   | Włochy            |
| Królowa nocy                      | La reina de la noche                    | Arturo Ripstein      | Meksyk            |
| Królowa Margot                    | La Reine Margot                         | Patrice Chéreau      | Francja           |
| Swaham                            | സ്വം Swaham                               | Shaji N. Karun       | Indie             |
| Trzy kolory. Czerwony             | Trois couleurs: Rouge                   | Krzysztof Kieślowski | Francja           |
| Spaleni słońcem                   | Утомлённые солнцем Utomlionnyje sołncem | Nikita Michałkow     | Rosja             |
| Pod oliwkami                      | زیر درختان زیتون Zire darakhatan zeyton | Abbas Kiarostami     | Iran              |

### Pokazy pozakonkursowe
Następujące filmy zostały wyświetlone na festiwalu w ramach pokazów pozakonkursowych:

#### Filmy fabularne
| Tytuł polski         | Tytuł oryginalny | Reżyseria     | Kraj produkcji    |
| -------------------- | ---------------- | ------------- | ----------------- |
| Zaginiony            | 증발 Jeungbal    | Shin Sang-ok  | Korea Południowa  |
| Montand              | Montand          | Jean Labib    | Francja           |
| W czym mamy problem? | Serial Mom       | John Waters   | Stany Zjednoczone |
| Veillées d'armes     | Veillées d'armes | Marcel Ophüls | Francja           |

#### Filmy krótkometrażowe
| Tytuł polski                | Tytuł oryginalny            | Reżyseria       | Kraj produkcji    |
| --------------------------- | --------------------------- | --------------- | ----------------- |
| The Dig                     | The Dig                     | Neil Pardington | Nowa Zelandia     |
| The Dutch Master            | The Dutch Master            | Susan Seidelman | Stany Zjednoczone |
| Eau de la vie               | Eau de la vie               | Simon Baré      | Nowa Zelandia     |
| A Game with No Rules        | A Game with No Rules        | Scott Reynolds  | Nowa Zelandia     |
| I’m So Lonesome I Could Cry | I’m So Lonesome I Could Cry | Michael Hurst   | Nowa Zelandia     |
| The Model                   | The Model                   | Jonathan Brough | Nowa Zelandia     |
| Stroke                      | Stroke                      | Christine Jeffs | Nowa Zelandia     |
| Wet                         | Wet                         | Bob Rafelson    | Stany Zjednoczone |

### Sekcja „Un Certain Regard”
Następujące filmy zostały wyświetlone na festiwalu w ramach sekcji "Un Certain Regard":
| Tytuł polski               | Tytuł oryginalny                                 | Reżyseria                          | Kraj produkcji    |
| -------------------------- | ------------------------------------------------ | ---------------------------------- | ----------------- |
| Priscilla, królowa pustyni | The Adventures of Priscilla, Queen of the Desert | Stephan Elliott                    | Australia         |
| Dzielnica Bab El Oued      | باب الواد سيتي Bab El-Oued City                  | Merzak Allouache                   | Algieria          |
| Bośnia                     | Bosna!                                           | Alain Ferrari i Bernard-Henri Lévy | Francja           |
| Dom z lawy                 | Casa de Lava                                     | Pedro Costa                        | Portugalia        |
| Ogolony na czysto          | Clean, Shaven                                    | Lodge Kerrigan                     | Stany Zjednoczone |
| Gra snów                   | Drømspel                                         | Unni Straume                       | Norwegia          |
| Zimna woda                 | L'eau froide                                     | Olivier Assayas                    | Francja           |
| Lekcja Fausta              | Faust                                            | Jan Švankmajer                     | Czechy            |
| Tak jak lubię              | I Like It Like That                              | Darnell Martin                     | Stany Zjednoczone |
| Nie mogę zasnąć            | J'ai pas sommeil                                 | Claire Denis                       | Francja           |
| Jańcio Wodnik              | Jańcio Wodnik                                    | Jan Jakub Kolski                   | Polska            |
| Rozbitkowie                | Los náufragos                                    | Miguel Littin                      | Chile             |
| Narzeczona ze zdjęcia      | ピクチャーブライド Picture Bride                 | Kayo Hatta                         | Japonia           |
| Dzikie trzciny             | Les roseaux sauvages                             | André Téchiné                      | Francja           |
| Bez litości                | Sin compasión                                    | Francisco J. Lombardi              | Peru              |
| Dwoje, czyli troje         | Sleep with Me                                    | Rory Kelly                         | Stany Zjednoczone |
| Sen motyla                 | Il sogno della farfalla                          | Marco Bellocchio                   | Włochy            |
| Szwy                       | Suture                                           | Scott McGehee i David Siegel       | Stany Zjednoczone |
| Przerwana podróż           | উত্তরণ Uttoran                                    | Sandip Ray                         | Indie             |
| Xime                       | Xime                                             | Sana Na N'Hada                     | Gwinea Bissau     |
| Historia Xinghua           | 杏花三月天 Xinghua san yue tian                  | Yin Li                             | Chiny             |

## Laureaci nagród

### Konkurs główny
Złota Palma

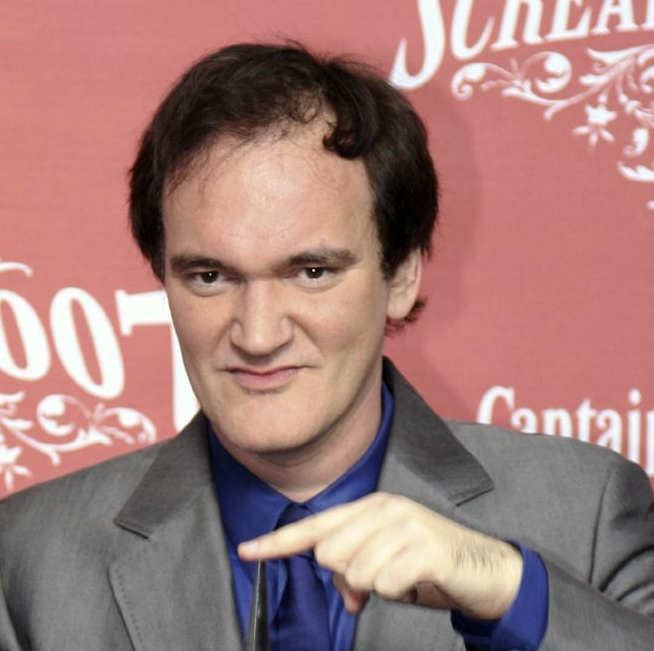
Quentin Tarantino, zdobywca Złotej Palmy.

- Pulp Fiction, reż. Quentin Tarantino

Grand Prix
- Spaleni słońcem, reż. Nikita Michałkow
- Żyć!, reż. Zhang Yimou

Nagroda Jury
- Królowa Margot, reż. Patrice Chéreau

Najlepsza reżyseria
- Nanni Moretti − Dziennik intymny

Najlepsza aktorka
- Virna Lisi − Królowa Margot

Najlepszy aktor
- Ge You − Żyć!

Najlepszy scenariusz
- Michel Blanc − Śmiertelne zmęczenie

### Konkurs filmów krótkometrażowych
Złota Palma dla najlepszego filmu krótkometrażowego
- Bohater, reż. Carlos Carrera

Nagroda Jury dla najlepszego filmu krótkometrażowego
- Lemming Aid, reż. Grant Lahood
- Syrup, reż. Paul Unwin

Nagroda Kodaka dla najlepszego filmu krótkometrażowego
- Wieczne, reż. Érick Zonca

### Wybrane pozostałe nagrody

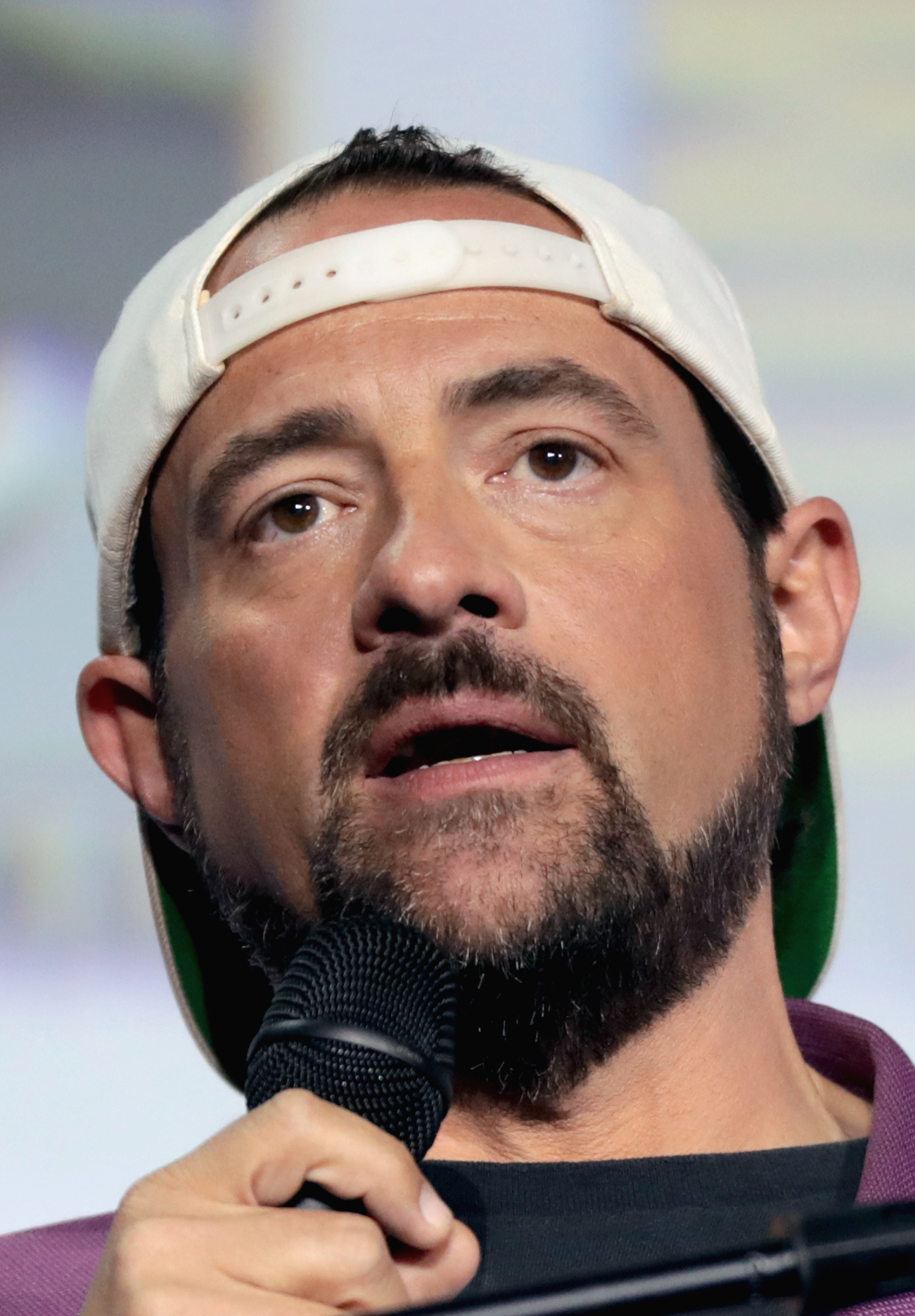
Laureat kilku nagród Kevin Smith.

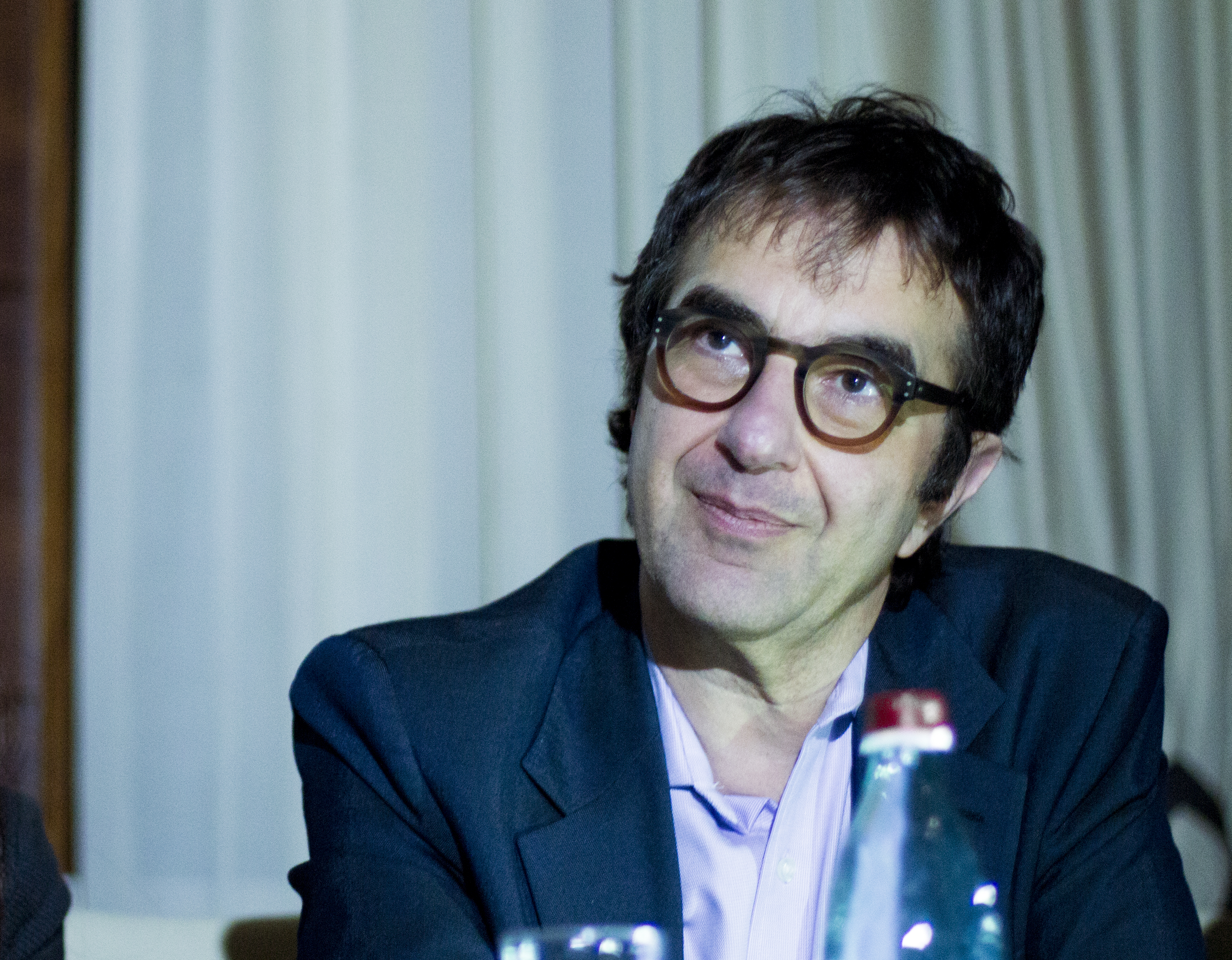
Nagrodzony reżyser Atom Egoyan.

Złota Kamera za najlepszy debiut reżyserski
- Małe ugody z umarłymi, reż. Pascale Ferran
  - Wyróżnienie:  Pałac milczenia, reż. Moufida Tlatli

Nagroda Główna w sekcji „Międzynarodowy Tydzień Krytyki”
- Clerks – Sprzedawcy, reż. Kevin Smith

Nagroda FIPRESCI
- Konkurs główny:  Klub „Exotica”, reż. Atom Egoyan
- Sekcja „Un Certain Regard”:  Dzielnica Bab El Oued, reż. Merzak Allouache

Nagroda Jury Ekumenicznego
- Spaleni słońcem, reż. Nikita Michałkow /  Żyć!, reż. Zhang Yimou

Wielka Nagroda Techniczna
- Pitof za efekty specjalne do filmu Śmiertelne zmęczenie

Nagroda Młodych
- Najlepszy film zagraniczny:  Clerks – Sprzedawcy, reż. Kevin Smith
- Najlepszy film francuski:  Zbyt dużo szczęścia, reż. Cédric Kahn